# Moritz Haupt
Moritz Haupt (Zittau, 1808. július 27. – Berlin, 1874. február 5.) német filológus és germanista.

## Élete
Berlinben apja, aki maga is foglalkozott a latin nyelvvel, polgármester volt. 1841-től a lipcsei egyetemen volt tanár, de az 1849-es események folytán elvesztette tanszékét és mint magánzó élt 1853-ig, amikor Berlinbe nevezték ki egyetemi tanárrá. Úgy a klasszika-filológia, mint a német irodalom köréből tartott előadásokat, s ez utóbbiról csak 1859-ben mondott le Müllenhof javára. Éles kritikai elme jellemezte és főleg a szövegkritikában jeleskedett. Számos latin és régi német író munkáit adta ki. 1861-ben az akadémia titkára lett.